# Qatar News Agency
Qatar News Agency (араб. وكالة الأنباء القطرية‎; Wakalat Al Anba Al Qatariya) — государственное катарское информационное агентство.

## История
Qatar News Agency было создано указом от 25 мая 1975 года. Ныне оно подчинено Министерству Информации Катара, но ранее было контролировалось Министерством иностранных дел Катара. Штаб-квартира агентства находится в Дохе. Агентство с октября 2021 года возглавляет Ахмед Саид Джабер Аль-Румаихи.
В 1980 году QNA подписала соглашения о сотрудничестве с информационными агентствами Омана, Объединенных Арабских Эмиратов, Франции и Туниса, так же В Тунисе, являющимся в то время административным центром Лиги Арабских Государств, было открыто бюро QNA.
Агентство предоставляет новости на арабском и английском языках. У него также есть службы новостей на испанском и португальском языках.

## Управление
Постановлением эмира № (50) от 2014 года, структура управления агентства была преобразована и ныне состоит из:
- Канцелярии генерального директора;
- Отдела внутреннего аудита;
- Отдела планирования и качества;
- Отдела по правовым вопросам;
- Отдела по связям с общественностью и коммуникациям;
- Отдела общих услуг;
- Отдела анализа данных и документации;
- Отдела редакционного контроля и средств массовой информации;
- Отдела новостей;
- Отдела по связям с внешними СМИ;
- Отдела по техническим вопросам[10].

## Бывшие директора
Ниже приведен список директоров QNA:
- Исса бин Саид Аль Кувари — 1980—1994 (директор и главный редактор)
- Ахмед Джассим Аль Хамар — 1994—2007 (директор и главный редактор)
- Шейх Джабр бин Юсуф Аль Тани — 2007—2011 (генеральный директор)
- Ахмед Саид Аль Буайнайн — 2011—2017 (Генеральный директор)
- Юсеф Аль Малики — 2017—2021 (Генеральный директор)
- Ахмед бин Саид Джабор Аль Румаихи — 2021 г. — настоящее время (генеральный директор)

## Членство в организациях
Информационное агентство Катара является членом Федерации Арабских Информационных Агентств (англ. Federation of Arab News Agencies) (FANA), целью которой является развитие арабских информационных агентств с помощью использования новейших методов и технологий. QNA также является членом Пула Неприсоединившихся Информационных Агентств (англ. Non-Aligned News Agencies Pool) (NANAP), Организации Азиатско-Тихоокеанских Информационных Агентств (англ. Organization of Asia-Pacific News Agencies) (OANA), Союза Информационных Агентств (англ. Union of OIC News Agencies) (OIC) и Международной Федерации Журналистов (IFJ).

## Инцидент в мае 2017
24 мая Катар заявил, что веб-сайт QNA был взломан неизвестным лицом и фальшивые истории по деликатным вопросам были опубликованы до того, как сайт отключился. Впоследствии Саудовская Аравия, Египет и Объединенные Арабские Эмираты заблокировали катарские СМИ, в том числе телекомпанию «Al Jazeera». 5 июня Саудовская Аравия, Египет, Объединённые Арабские Эмираты, Йемен, Ливия, Бахрейн и Мальдивы разорвали отношения с Катаром, обвинив его в поддержке терроризма.
По сообщению Al Jazeera, хакеры разместили в QNA фальшивые комментарии, приписываемые эмиру Катара шейху Тамиму бин Хамаду Аль Тани, в которых выражалась поддержка Ирану, ХАМАСу, Хезболле и Израилю. Эмир якобы заявил: «Иран представляет собой региональную и исламскую державу, которую нельзя игнорировать, и неразумно противостоять ей. Это важная сила для стабилизации региона». Катар сообщил, что заявления были ложными. Несмотря на это, эти заявления широко освещались в различных арабских средствах массовой информации, в том числе в базирующихся в ОАЭ Sky News Arabia и Al Arabiya. 3 июня 2017 года был взломан аккаунт министра иностранных дел Бахрейна Халида бин Ахмеда Аль Халифы в Твиттере.
Изначально разведданные, собранные американскими службами безопасности, указывали на то, что за вторжением, о котором впервые сообщили катарцы, могли стоять российские хакеры. Однако официальный представитель США, проинформированный о расследовании, сообщил The New York Times:"неясно, спонсировались ли хакеры каким-либо государством", а дипломатический редактор The Guardian Патрик Винтур сообщил: «считается, что Российское правительство не участвовало во взломе, на самом деле хакерам-фрилансерам платили за выполнение работы от имени другого государства или частного лица». Американский дипломат заявил, что России и её союзнику Ирану будет выгодно сеять разногласия между союзниками США в регионе: «особенно если они затруднят для Соединенных Штатов использование Катара в качестве оснвоной базы». ФБР направило в Доху группу следователей, чтобы помочь правительству Катара расследовать инцидент со взломом. Позже The New York Times сообщилb, что инциденты со взломом могут быть частью давней кибервойны между Катаром и другими странами Персидского залива, которая стала открыта общественности только после инцидентов, так же они отметили, как СМИ Саудовской Аравии и ОАЭ менее чем за 20 минут подхватили заявление, сделанное взломанным СМИ и начал брать интервью у многих хорошо подготовленных комментаторов, являющимися противниками Катара.
16 июля The Washington Post сообщили, что представители американской разведки определили, что взлом был совершен ОАЭ. Представители разведки заявили, что взлом обсуждался среди официальных лиц Эмиратов 23 мая, за день до операции. ОАЭ отрицают свою причастность к взлому. 26 августа 2017 г. было объявлено, что в Турции задержаны пятеро человек, предположительно причастных к взлому.